# Einar Qvarnström
Axel Joseph Einar Qvarnström, född den 22 december 1894 i Kaga församling, Östergötlands län, död den 25 februari 1983 i Linköping, var en svensk militär.
Qvarnström avlade studentexamen i Linköping 1912 och blev underlöjtnant vid Östgöta trängkår 1914. Han genomgick ridskolan i Strömsholm 1916–1917. Qvarnström befordrades till löjtnant 1917 och till kapten 1929. Han genomgick Krigshögskolan 1931–1933 och var aspirant vid generalstaben 1933–1935. Qvarnström befordrades till major 1935 och var stabschef vid tränginspektionen 1935–1936. Han var chef för Norrlands trängkår 1936–1944 och för Svea trängkår 1944–1955. Qvarnström befordrades till  överstelöjtnant 1938 och överste 1941. Han blev riddare av Svärdsorden, kommendör av andra klassen av samma orden 1945 och kommendör av första klassen 1948. Qvarnström var en tid aktiv i kommunalpolitiken, som stadsfullmäktig i Linköpings stad 1927–1930.